# Prestonpans
Prestonpans (gaélique écossais: Baile an t-Sagairt, scots: The Pans) est une ville écossaise située dans l'East Lothian, située à l'est d'Édimbourg.
La ville est célèbre pour avoir été le lieu de la Bataille de Prestonpans en 1745, pour ses peintures murales (elle est même surnommée Scotland's Mural Town) et pour sa tour ancienne (en). 

## Sports
La ville abrite le club de football de Preston Athletic (en) qui évolue en Lowland Football League.

## Personnalités
- Allan Jacobsen, joueur de rugby.
- Josh Taylor, boxeur
- Eddie Colquhoun, footballeur

- (en) Cet article est partiellement ou en totalité issu de l’article de Wikipédia en anglais intitulé « Prestonpans » (voir la liste des auteurs).